# مایستان پایین
مایستان پایین، روستایی از توابع بخش رحیم‌آباد شهرستان رودسر در استان گیلان ایران است. این روستا با روستاهای مایستان بالا و پوده همسایه بوده و در ۴۶ کیلومتری بخش رحیم آباد و در ۵۹ کیلومتری جنوب شرقی شهرستان رودسر واقع شده‌است. این روستا با ۳۹ خانوار به دو بخش پایین محله و بالا محله تقسیم شده و مردمان آن غالباً باغ دار و فندق کار بوده و برخی به دامپروری مشغول هستند. از سال بنیاد روستای مایستان اطلاعاتی در دست نیست اما عده‌ای افراد مایستان را ریشه کلمه مهستان می‌دانند و آن را به مجلس مهستان در دوره اشکانی نسبت می‌دهند که اشکانیان در آن زمان در منطقه اشکور حکمرانی می‌کردند و بر این باورند که مجلسی در مایستان امروزی قرار داشته و محل تصمیم‌گیری خان‌ها و اربابان منطقه اشکور بوده و امروز می‌توان از این نوع مجلس به مجلس شورای اسلامی اشاره کرد. فرضیه‌های دیگری دربارهٔ تاریخ این روستا زده می‌شود اما هیچ‌کدام به اندازه مهستان به تاریخ واقی این روستا نزدیک نمی‌باشد.
از مکان‌های زیبای و دیدنی روستای مایستان پایین می‌توان به نشاسن دره در نزدیکی روستای پوده، چشمه آب معدنی گرمه سر در پایین این روستا، کارخانه آب معدنی ویشکامایستان، آبشار و دره آسمانرود مایستان، چشمه روستای مایستان پایین، منطقه تاریخی مایستان دشت اشاره کرد. چشمه گرمه سر یک چشمه با آب گوگردی البته بدون گرماست. شغل بیشتر افراد روستای مایستان کشاورزی و پرورش دام است. از محصولات عمده آن می‌توان به فندق. گل گاو زبان. نان محلی. گردو و میوه‌های محلی اشاره کرد. فندق و گل گاوزبان مایستان یکی از بهترین‌های این نوع محصولات در منطقه است. زبان مردم روستا گیلکی اشکوری است که آن را در زمره گیلکی دیلمی می‌دانند و نسبت به زبان‌های مورد استفاده در جلگه بافت قدیمی، تاریخی و آوایی خود را حفظ کرده‌است و دست نخورده تر است.
روستای مایستان پایین از جمله معدود روستاهایی در شرق گیلان وخصوصا منطقه اشکور است که بافت سنتی سازه‌ها و بافت جمعیتی خود را حفظ کرده و هنوز محیط دلنشین، صمیمی و ساده روستا جای خود را به زرق و برق و تجمل شهرنشینان بیگانه نداده‌است. مایستان جز اولین روستای دارای سایت رسمی اطلاع‌رسانی با نام mayestan.ir در منطقه اشکور و شهرستان رودسر می‌باشد.

## فاصله مایستان تا مناطق مهم کشور
گرمابدشت:20km
سپارده:26km
رازمیان (قزوین):65km
قزوین:120km
کلاچای:56km
رامسر:83km
تنکابن:109km
چالوس:163km
رشت:135km
تهران:263km

## جمعیت
این روستا در دهستان سیارستاق ییلاقی و اشکور علیا قرار دارد و براساس سرشماری مرکز آمار ایران در سال۹۵، جمعیت آن ۱۴۵ نفر (۳۹خانوار) بوده‌است.